# 阿尔丁大街街道
阿尔丁大街街道，是中华人民共和国内蒙古自治区包头市昆都仑区下辖的一个乡镇级行政单位。

## 行政区划
阿尔丁大街街道下辖以下地区：
佳园社区、青松小区社区、乌兰小区社区、丽日花园社区、青年七号街坊社区、青年八号街坊社区、团结八号街坊社区、钢十八号街坊社区和新星一品社区。